# Giáo phận Ngô Châu
Giáo phận Ngô Châu (tiếng Trung: 天主教梧州教区; tiếng Latinh: Dioecesis Uceuvensis) là một giáo phận của Giáo hội Công giáo Rôma ở Trung Quốc, nằm trong Giáo tỉnh Nam Ninh với tòa giám mục đặt tại địa cấp thị Ngô Châu (Quảng Tây).

## Lịch sử
- 30/6/1930: Giáo hội tự trị Ngô Châu được tách ra từ Hạt Đại diện Tông tòa Nam Ninh.
- 10/12/1934: Nâng cấp thành Hạt Phủ doãn Tông tòa Ngô Châu.
- 20/7/1939: Nâng cấp thành Hạt Đại diện Tông tòa Ngô Châu.
- 11/4/1946: Nâng cấp thành Giáo phận Ngô Châu.

## Lãnh đạo giáo phận
- Trưởng Giáo tỉnh Ngô Châu
  - Bernard F. Meyer, M.M. (马奕猷) (30/10/1931 – 10/12/1934)
- Phủ doãn Tông tòa Ngô Châu
  - Bernard F. Meyer, M.M. (马奕猷) (10/12/1934 – 1939)
- Đại diện Tông tòa Ngô Châu
  - Giám mục Friedrich Anthony Donaghy, M.M. (唐汝琪) (20/7/1939 – 11/4/1946)
- Giám mục Giáo phận Ngô Châu 
  - Giám mục Friedrich Anthony Donaghy, M.M. (唐汝琪) (11/4/1946 – 1983)